# Nethinius vadoni
Nethinius vadoni là một loài bọ cánh cứng trong họ Cerambycidae.